# John Hogg (Politiker)

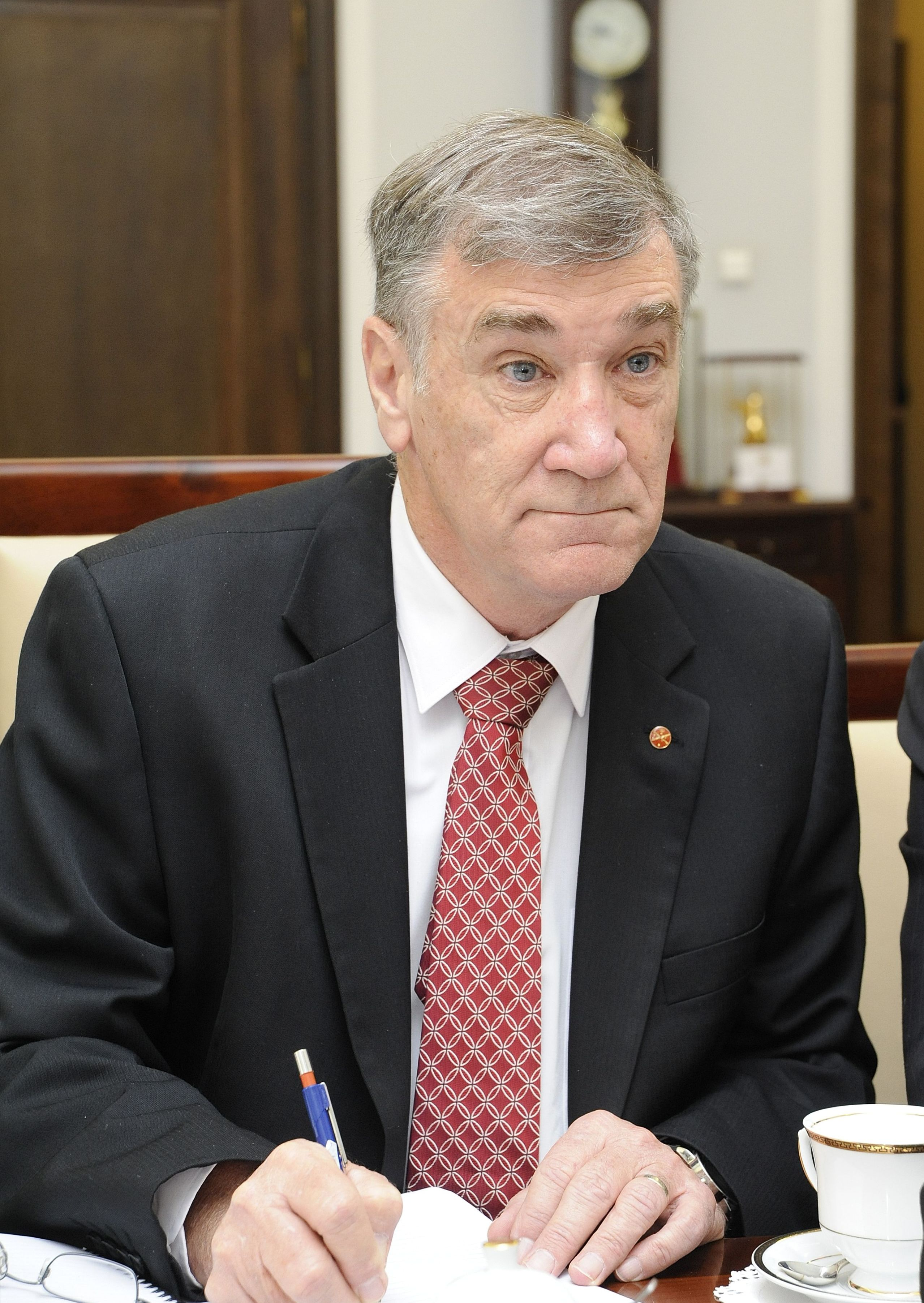
John Hogg während seines Besuchs im polnischen Senat 2012

John Hogg (* 19. März 1949 in Brisbane, Queensland) ist ein australischer Politiker (ALP).

## Leben
Hogg besuchte das St Joseph's College, Gregory Terrace, eine private römisch-katholische Jungenschule in Spring Hill. Er erhielt einen Bachelor of Science an der University of Queensland sowie ein Diplom in Primary Teaching an der Queensland University of Technology. Nach Beendigung seines Studiums arbeitete er zuerst als Lehrer. Später wurde er in der Gewerkschaft Shop, Distributive and Allied Employees Association tätig. Gleichzeitig wurde Hogg in der Australian Labor Party aktiv, deren Mitglieder er seit 1976 ist. Im Laufe der Jahre bekleidete er verschiedene Ämter auf bundesstaatlicher und schließlich nationalstaatlicher Ebene innerhalb der Partei.
1996 wurde er erstmals für seine Partei in den australischen Senat gewählt und vertrat dort vom 1. Juli 1996 bis zum 30. Juni 2014 den Bundesstaat Queensland. 2001 sowie 2007 erfolgte jeweils seine Wiederwahl. 2013 verzichtete Hogg auf eine erneute Kandidatur. In dieser Zeit war er unter anderem vom 19. Februar 2002 bis zum 25. August 2008 stellvertretender Senatspräsident und ab dem 26. August 2008 Senatspräsident.
Hogg ist verheiratet.